# Alfred Ordway
Alfred T. Ordway, född 9 mars 1821 i Roxbury (numera en del av Boston) i Massachusetts, död 17 november 1897 i Melrose i Massachusetts, var en amerikansk målare.

## Biografi

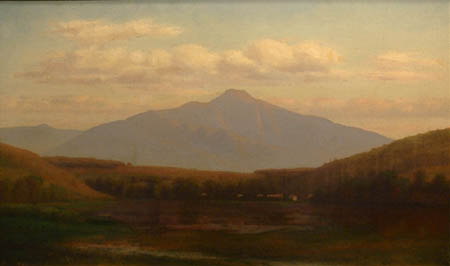
Mount Mansfield, 1870.

Ordway studerade porträttmåleri under George Peter Alexander Healy, öppnade 1845 en studio i Boston och grundade 1854 Boston Art Club tillsammans med Benjamin Champney. Utöver porträttmålningar målade han landskapsmålningar i nordöstra USA.